# Cascade (Montana)
Cascade és una població dels Estats Units a l'estat de Montana. Segons el cens del 2000 tenia 819 habitants.

## Demografia
Segons el cens del 2000, Cascade tenia 819 habitants, 323 habitatges, i 221 famílies. La densitat de població era de 608,1 habitants per km².
Dels 323 habitatges en un 34,7% hi vivien nens de menys de 18 anys, en un 56% hi vivien parelles casades, en un 9% dones solteres, i en un 31,3% no eren unitats familiars. En el 28,2% dels habitatges hi vivien persones soles el 16,7% de les quals corresponia a persones de 65 anys o més que vivien soles. El nombre mitjà de persones vivint en cada habitatge era de 2,54 i el nombre mitjà de persones que vivien en cada família era de 3,14.
Per edats la població es repartia de la següent manera: un 30% tenia menys de 18 anys, un 6,8% entre 18 i 24, un 24,4% entre 25 i 44, un 21,7% de 45 a 60 i un 17% 65 anys o més.
L'edat mediana era de 40 anys. Per cada 100 dones de 18 o més anys hi havia 94,9 homes.
La renda mediana per habitatge era de 30.602 $ i la renda mediana per família de 34.938 $. Els homes tenien una renda mediana de 30.446 $ mentre que les dones 18.542 $. La renda per capita de la població era de 14.219 $. Aproximadament el 10% de les famílies i el 12,1% de la població estaven per davall del llindar de pobresa.

## Poblacions més properes
El següent diagrama mostra les poblacions més properes.